# Arne Jacobsson
Arne Jacobsson, folkbokförd Arne Justus Henning Jakobsson, född 22 november 1920 i Vetlanda, Jönköpings län, död där 17 januari 2012, var en svensk journalist, författare och hembygdsforskare. 
Han anställdes vid Vetlanda-Posten 1934, där han till en början var kontorsbud och sedan blev reporter. Han var redaktionssekreterare från 1951 samt redaktionschef och ansvarig utgivare från 1977 till pensioneringen 1985. Han var även kommunpolitiker för Folkpartiet samt lokalombud för Smålandsradion.
Han tilldelades 1996 Vetlanda kommuns kulturpris och 2010 hedrades han 90 år gammal med en stjärna på Hedersplats Vetlanda där sedan tidigare bland andra Lena Philipsson och Putte Nelsson har stjärnor med sina namn.
Arne Jacobsson var från 1944 gift med Britta Jacobsson (1920–2013) och fick tre döttrar. Makarna Jacobsson är begravda på Vetlanda Skogskyrkogård.